# 馮立
馮 立（ふう りつ、生没年不詳）は、唐の政治家。同州馮翊県の人。
唐の李建成の幕臣。李建成により車騎将軍に取り上げられる。忠義心が厚く、玄武門の変に際しては主人である李建成が誅殺され、周囲が逃げ出した際に「生前に恩を受けた者が、難に際してどうして逃げようができるか」と奮戦し、敬君弘を殺害するなどの武功を上げてから「僅かながら太子の恩に報いた」と言い兵を退いたとの逸話がある。
玄武門の変後、太宗が馮立を呼び出し、兄弟の争いを招いた事、そして兵を率いて敬君弘らを殺害したことを問責したが、これに対し当初措計画通り太宗を殺害しておけば変は避けられたと答え、その態度と勇気を賞賀した太宗は罪を許し、逆に側近として取り立てた。
しばらくして突厥が政変の混乱に乗じて長安の北の便橋まで攻めて来た。馮立は数百の騎兵を率いて咸陽で突厥と戦い、これを撃破して多数の敵兵を倒し、捕虜にした。太宗は馮立の活躍を褒め称えて広州の都督に任じた。彼の前後に広州に赴任した官吏の多くは、その腐敗ぶりから地元の人たちから何度も反乱を起こされたが、馮立は財産を持たず、質素な生活だった。数年の善政の後、任地で亡くなった。

## 伝記資料
- 『旧唐書』巻187上 列伝第137上「忠義上」